# Bem (filosofia)

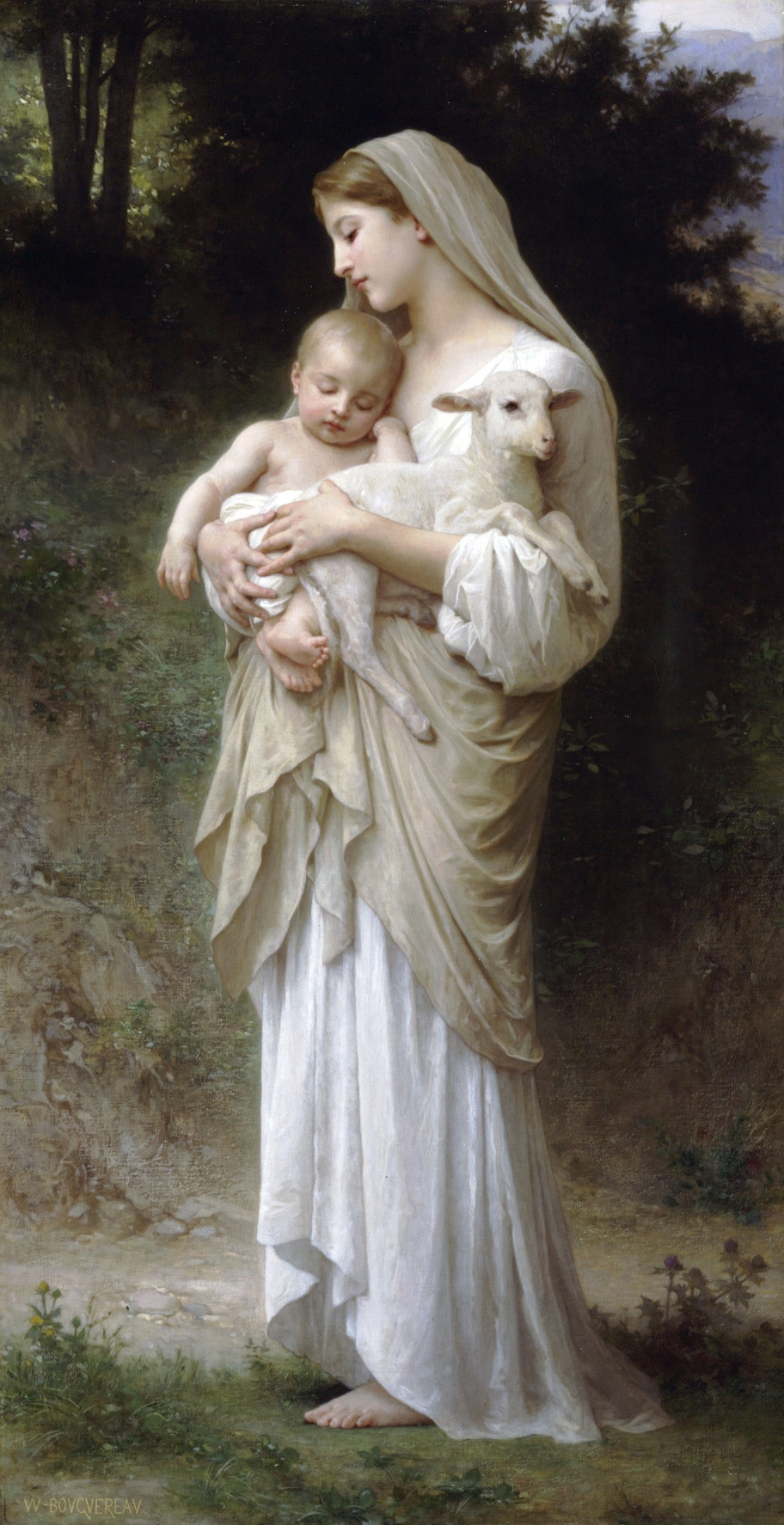
Inocência (1893), de William-Adolphe Bouguereau. Em muitas culturas, a inocência está relacionada ao bem.

O bem (do termo latino bene) é a qualidade de excelência ética atribuída a ações que estejam relacionadas a sentimentos de aprovação e dever.

## Conceituação de bem e mal
Em religião, ética e filosofia, o bem e o mal referem-se à avaliação de objetos, desejos e comportamentos através de um espectro dualístico, onde, numa dada direção, estão aqueles aspectos considerados moralmente positivos e, na outra, os moralmente negativos. O bem é, por vezes, visto como algo que implica a reverência pela vida, continuidade, felicidade ou desenvolvimento humano, enquanto o mal é considerado o recipiente dos contrários. Por definição, "bem" e "mal" são absolutos porque qualquer enunciado moral é válido, independentemente de quem o faz, e independentemente de qualquer objeto ao qual o enunciado se refira. Por exemploː "assassinato é moralmente errado" é um enunciado objetivo visto que não é uma declaração sobre o sujeito que afirma. O enunciado também é absoluto porque implica que "assassinato" é mau em geral, por contraste com assassinato ser moralmente errado para uma pessoa que o cometa e não para outra.
Não há consenso se o bem ou o mal são intrínsecos à natureza humana. A natureza da bondade tem recebido muitos tratamentos; em um deles, o bem é baseado no amor natural, vínculos e afetos que se desenvolvem nos primeiros estágios do desenvolvimento pessoal. Outro tratamento para o termo afirma que a bondade é um produto do conhecimento da verdade. Existem diferentes pontos de vista sobre o porquê do surgimento do mal. Muitas religiões e tradições filosóficas concordam que o comportamento malévolo é, em si mesmo, uma aberração que resulta da condição humana imperfeita (a queda do homem). Por vezes, o mal é atribuído à existência do livre-arbítrio e da agência humana. Alguns argumentam que o mal em si baseia-se finalmente na ignorância da verdade (isto é, do valor do homem, da santidade e da divindade). Alguns pensadores do iluminismo alegaram o oposto, sugerindo que o mal é aprendido como consequência de uma estrutura social tirânica.
Teorias da bondade moral investigam quais tipos de coisas são boas e o que a palavra "bom" realmente significa abstratamente. Como um conceito filosófico, a bondade pode representar a esperança de que o amor natural seja contínuo, expansivo e abrangente. Num contexto religioso monoteísta, é desta esperança que deriva um importante conceito de Deus — como uma infinita projeção de amor, manifesta como bondade na vida das pessoas. Em outros contextos, o bem é visto como algo que produz as melhores consequências na vida das pessoas, especialmente em relação a seus estados de bem-estar.

## Origem do conceito
Embora todas as linguagens possuam uma palavra expressando bem no sentido de "ter a qualidade certa ou desejável" (ἀρετή) e mal no sentido de "indesejável", a noção de "bem e mal" num sentido moral ou religioso absoluto não é antigo, e surge das noções de purificação ritual e impureza. Os significados básicos de κακός e ἀγαθός são "ruim, covardemente" e "bom, bravo, capaz" e seus significados absolutos surgem somente por volta de 400 a.C., com a filosofia pré-socrática, Demócrito em particular. A moralidade em seu sentido absoluto solidifica-se nos diálogos de Platão, com a proposta da Ideia do Bem, juntamente com a emergência do pensamento monoteísta (principalmente em Eutifro, o qual pondera o conceito de piedade, τὸ ὅσιον, como um absoluto moral). A ideia é, posteriormente, desenvolvida na Antiguidade tardia, no neoplatonismo, gnosticismo e pelos Padres da Igreja.
Este desenvolvimento do relativo ou habitual para o absoluto é, também, evidente nos termos ética e moralidade, ambos sendo derivados de termos para "costume regional" (em grego, ήθος e, em latim, mores, respectivamente).

## Campos descritivo, metaético e normativo
É possível tratar as teorias essenciais de valor pelo uso de uma abordagem filosófica e acadêmica. Ao analisar devidamente teorias de valor, as crenças cotidianas não são apenas cuidadosamente catalogadas e descritas, mas também analisadas e julgadas com rigor.
Existem pelo menos duas maneiras básicas de apresentar uma teoria de valor, baseada em dois tipos diferentes de perguntas que as pessoas fazem:
- O que as pessoas consideram bom, e o que desprezam?
- O que é realmente bom e o que é realmente mau?

As duas perguntas são sutilmente diferentes. Alguém poderia responder a primeira questão pesquisando o mundo através das ciências sociais, e examinando as preferências que as pessoas declaram. Todavia, alguém poderia responder a segunda pergunta pelo uso do raciocínio, introspecção, prescrição e generalização. O primeiro método de análise é denominado "descritivo", porque tenta descrever o que as pessoas realmente veem como bem ou mal; enquanto o segundo é denominado "normativo", porque tenta, ativamente, proibir o mal e valorizar o bem. Estas abordagens descritiva e normativa podem ser complementares. Por exemplo, seguir o declínio da popularidade da escravidão através das culturas é trabalho da ética descritiva, enquanto informar que a escravidão deve ser evitada é normativo.
A metaética é o estudo das questões fundamentais a respeito da natureza e origens do bom e do odioso, incluindo a investigação da natureza do bem e do mal, assim como o significado da linguagem avaliativa. A este respeito, a metaética não está necessariamente presa às investigações do que os outros veem como bom, ou que declaram que é bom.